# Hiszam Ichtijar
Hiszam Ichtijar, nazwisko podawane także w brzmieniu Bachtijar (ur. 1941, zm. 20 lipca 2012 w Damaszku) – syryjski wojskowy i oficer bezpieczeństwa państwowego.

## Życiorys
Pochodził z rodziny sunnickiej.
Przed 2001 kierował oddziałem Generalnego Dyrektoriatu Bezpieczeństwa. Odpowiedzialny za sprawy palestyńskie. Wskazywano na jego powiązania z Asifem Szaukatem. W 2001 zastąpił generała Ali Hammuda na stanowisku dyrektora Generalnego Dyrektoriatu Bezpieczeństwa. Był doradcą prezydenta Syrii Baszszara al-Asada. W 2005 przeszedł z Generalnego Dyrektoriatu Bezpieczeństwa na stanowisko przewodniczącego Biura Bezpieczeństwa Narodowego przy Przywództwie Regionalnym partii Baas, odpowiedzialnego za koordynowanie prac syryjskich agencji bezpieczeństwa w zgodzie z poleceniami prezydenta al-Asada.
W lipcu 2006 znalazł się w grupie syryjskich urzędników i wojskowych objętych amerykańskimi sankcjami. Departament Skarbu Stanów Zjednoczonych zamroził jego konta, oskarżając go o wspieranie terroryzmu i destabilizowanie rządu libańskiego. W roku następnym objęto go zakazem wjazdu do USA. Wskazano, iż odgrywał znaczącą rolę we wspieraniu przez Syrię Hezbollahu.
Po rozpoczęciu wojny domowej w 2011 brał udział w tłumieniu wystąpień, w tym w tłumieniu zamieszek w Darze. Z tego powodu nowe sankcje nałożyły na niego Stany Zjednoczone i Unia Europejska.
Ciężko ranny w zamachu na budynek sił bezpieczeństwa w Damaszku 18 lipca 2012, zmarł z powodu poniesionych obrażeń dwa dni później. Do ataku przyznała się Liwa al-Islam, jedno z walczących przeciwko al-Asadowi ugrupowań radykalnych islamistów. Razem z pozostałymi ofiarami zamachu został pochowany w Grobie Nieznanego Żołnierza w Damaszku.